# Walters (Oklahoma)
Walters és una ciutat dels Estats Units a l'estat d'Oklahoma. Segons el cens del 2000 tenia 2.657 habitants.

## Demografia
Segons el cens del 2000, Walters tenia 2.657 habitants, 1.063 habitatges, i 721 famílies. La densitat de població era de 126,2 habitants per km².
Dels 1.063 habitatges en un 33,6% hi vivien nens de menys de 18 anys, en un 54,1% hi vivien parelles casades, en un 10,4% dones solteres, i en un 32,1% no eren unitats familiars. En el 30,1% dels habitatges hi vivien persones soles el 18,3% de les quals corresponia a persones de 65 anys o més que vivien soles. El nombre mitjà de persones vivint en cada habitatge era de 2,45 i el nombre mitjà de persones que vivien en cada família era de 3,05.
Per edats la població es repartia de la següent manera: un 27,8% tenia menys de 18 anys, un 7,4% entre 18 i 24, un 26,7% entre 25 i 44, un 19,9% de 45 a 60 i un 18,3% 65 anys o més.
L'edat mediana era de 37 anys. Per cada 100 dones de 18 o més anys hi havia 84,5 homes.
La renda mediana per habitatge era de 25.771 $ i la renda mediana per família de 31.532 $. Els homes tenien una renda mediana de 27.578 $ mentre que les dones 18.669 $. La renda per capita de la població era de 14.398 $. Entorn del 15,9% de les famílies i el 19,6% de la població estaven per davall del llindar de pobresa.

## Poblacions més properes
El següent diagrama mostra les poblacions més properes.